# Kanako Kitao
Kanako Spendlove (z domu Kitao) (jap. 北尾 (-スペンドラブ) 佳奈子 Spendlove Kanako; ur. 6 lutego 1982 w Kioto) – japońsko-amerykańska pływaczka synchroniczna, srebrna medalistka olimpijska z Aten, pięciokrotna medalistka mistrzostw świata.
W 2004 reprezentowała swój kraj na igrzyskach olimpijskich, w ich ramach wystąpiła w konkurencji drużyn – razem z koleżankami z zespołu uzyskała w finale wynik 98,501 pkt i zdobyła srebrny medal.
W latach 2003–2017 trzykrotnie startowała w mistrzostwach świata – medale zdobywała na czempionatach w Barcelonie (1 złoty), Montrealu (2 srebrne) i Budapeszcie (2 brązowe).